# Цилијарни мишић
Цилијарни мишић (лат. musculus ciliaris) је глатки парни мишић главе, који се налази унутар очне јабучице у саставу тзв. цилијарног тела. Сачињавају га две групе влакана: уздужна (лат. fibrae meridionales) и кружна (лат. fibrae circulares). Прва су локализована површински и пружају се у правцу меридијана, док су друга смештена унутра и простиру се у виду прстена.
Инервација мишића потиче од парасимпатичких влакана окуломоторног живца, која овде доспевају из цилијарног ганглиона преко кратких цилијарних живаца.
Дејство мишића долази до изражаја у току акомодације ока, односно током прилагођавања јачине преламања светлости у зависности од близине посматраног објекта. Када су посматрани предмети ближи, цилијарни мишић се контрахује и тако повећава сагитални пречник очног сочива чиме се повећава његова преломна моћ. У току посматрања удаљених предмета, дешава се обрнут процес. Осим овога, цилијарни мишић утиче и на ширину простора у делу између рожњаче и дужице (иридо-корнеални угао), па олакшава отицање очне водице у тзв. Шлемов канал.